# Eremulus avenifer
Eremulus avenifer är en kvalsterart som beskrevs av Berlese 1913. Eremulus avenifer ingår i släktet Eremulus och familjen Eremulidae. Inga underarter finns listade i Catalogue of Life.